# Comté de Lincoln (Oregon)
Pour les articles homonymes, voir Lincoln et Comté de Lincoln.
Le comté de Lincoln (en anglais : Lincoln County) est un comté situé dans l'ouest de l'État de l'Oregon aux États-Unis. Il est nommé en l'honneur d'Abraham Lincoln, l'ancien président des États-Unis. Le siège du comté est Newport. Selon le recensement de 2000, sa population est de 44 479 habitants.

## Géographie
Le comté a une superficie de 3 092 km², dont 2 537 km² en surfaces terrestres. 

## Comtés adjacents
- Comté de Tillamook (nord)
- Comté de Polk (nord-est)
- Comté de Benton (est)
- Comté de Lane (sud-ouest)